# Portraits chinois
Pour plus de détails, voir Fiche technique et Distribution.
Portraits chinois est un film français réalisé par Martine Dugowson, sorti en 1997.

## Synopsis
Une relation entre la directrice d'une maison de couture et un scénariste.

## Fiche technique
- Titre : Portraits chinois
- Réalisation : Martine Dugowson
- Scénario : Martine Dugwson et Peter Chase d'après le roman de René Belletto
- Production : IMA Productions - France 2 Cinéma - Polar Productions
- Musique : Peter Chase
- Photographie : Antoine Roch
- Montage : Martine Barraqué et Noëlle Boisson
- Son : Jean-Pierre Ruh
- Décors : Pierre Guffroy
- Pays d'origine :  France - Royaume-Uni
- Durée : 110 minutes
- Date de sortie : 25 juin 1997

## Distribution
- Helena Bonham Carter : Ada
- Romane Bohringer : Lise
- Marie Trintignant : Nina
- Jean-Philippe Écoffey : Paul
- Elsa Zylberstein : Emma
- Yvan Attal : Yves
- Sergio Castellitto : Guido
- Miki Manojlovic : Alphonse
- Jean-Claude Brialy : Sandre
- Sophie Simon : Agnès
- Emmanuelle Escourrou : Stéphanie
- Mathilde Seigner : Fanny
- Artus de Penguern : Gérard
- Pierre Baillot : Monsieur Verdoux
- Antoinette Moya : Christine Perridoux
- Jean-Bernard Guillard : Thomas
- Florence Loiret Caille : Emmanuelle
- Catherine Sola : Yvonne
- Jean Barney : Presenter
- Marie Chevalier : Claire Destours
- Claudine Delvaux : Emilienne
- Joseph Falcucci : Locksmith
- Rebecca Hampton : Sophie
- Clément Sibony : Jean
- Michel Amphoux : Hervé Duru
- Stacey McKenzie (en) : Homeless boy